# دار المشراح (حزم العدين)

تعديل مصدري - تعديل

دار المشراح محلة تابعة لقرية بني محمد، التابعة لعزلة الشعاور بمديرية حزم العدين إحدى مديريات محافظة إب في الجمهورية اليمنية، بلغ تعداد سكانها 44 حسب تعداد اليمن لعام 2004.